# (1823) Gliese
(1823) Gliese ist ein Asteroid des Hauptgürtels, der am 4. September 1951 vom deutschen Astronomen Karl Wilhelm Reinmuth in Heidelberg entdeckt wurde.
Der Asteroid ist nach dem deutschen Astronomen Wilhelm Gliese benannt.